# Eilema aldabrensis
Eilema aldabrensis là một loài bướm đêm thuộc phân họ Arctiinae, họ Erebidae.